# لوسي وودورد
لوسي وودورد (بالإنجليزية: Lucy Woodward)‏ هي مغنية مؤلفة أمريكية، ولدت في 27 أكتوبر 1977.

## وصلات خارجية
- لوسي وودورد على موقع ميوزك برينز (الإنجليزية)
- لوسي وودورد على موقع أول ميوزيك (الإنجليزية)
- لوسي وودورد على موقع ديسكوغز (الإنجليزية)